# Więzadło językowo-nagłośniowe
Więzadło językowo-nagłośniowe (łac. ligamentum glossoepiglotticum)  – w anatomii człowieka jedno z więzadeł zewnętrznych krtani. Łączy nasadę języka z przednią powierzchnią chrząstki nagłośniowej, stanowiąc podłoże włókniste fałdu językowo-nagłośniowego pośrodkowego (tutaj, między dołkami nagłośniowymi, rozwinięte jest najsilniej) i fałdów językowo-nagłośniowych bocznych. Przebiega tuż nad więzadłem gnykowo-nagłośniowym.